# Kriegserinnerungsmedaille 1915/1918

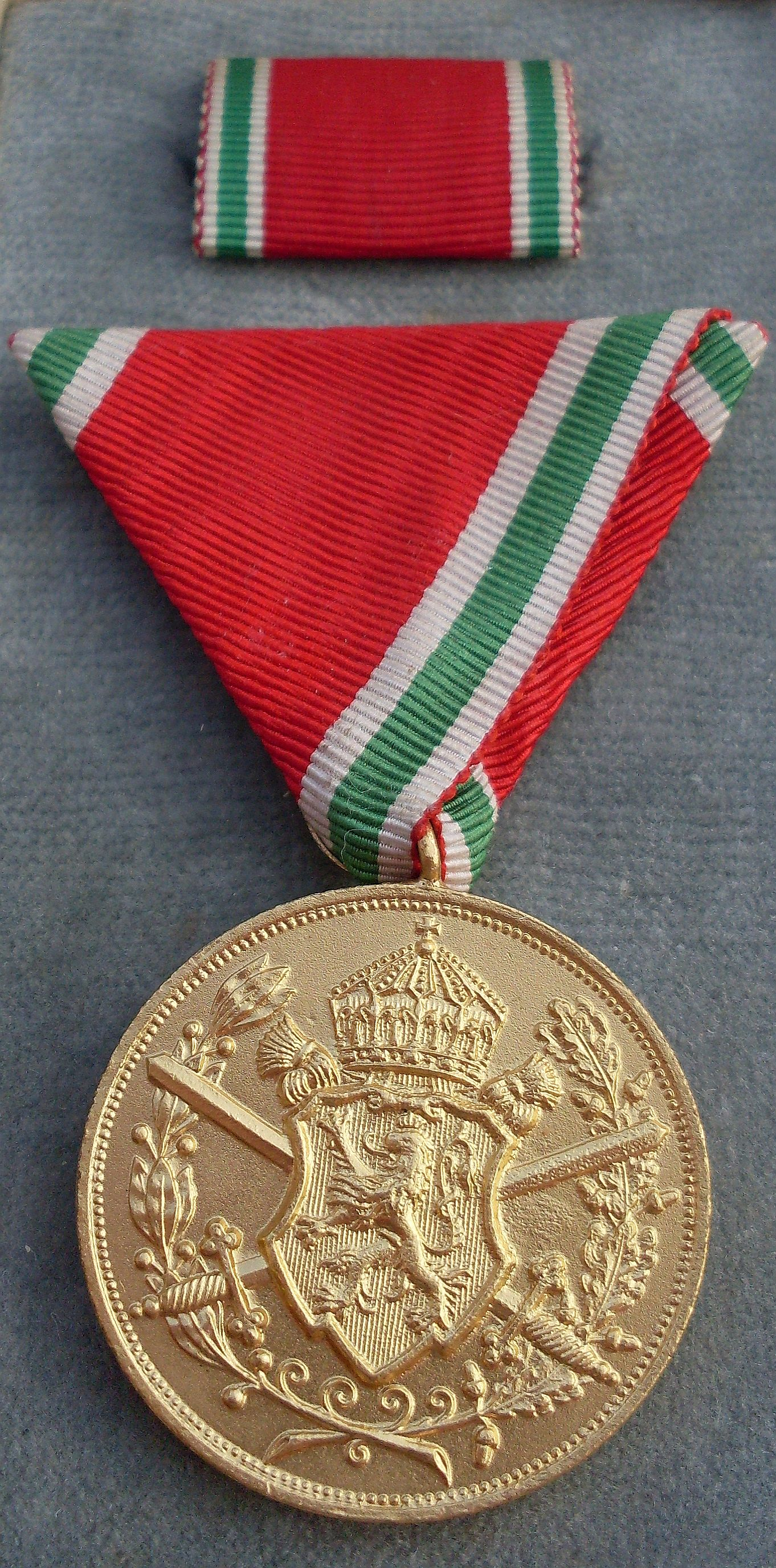
Avers der Kriegserinnerungsmedaille 1915/1918 für Kombattanten

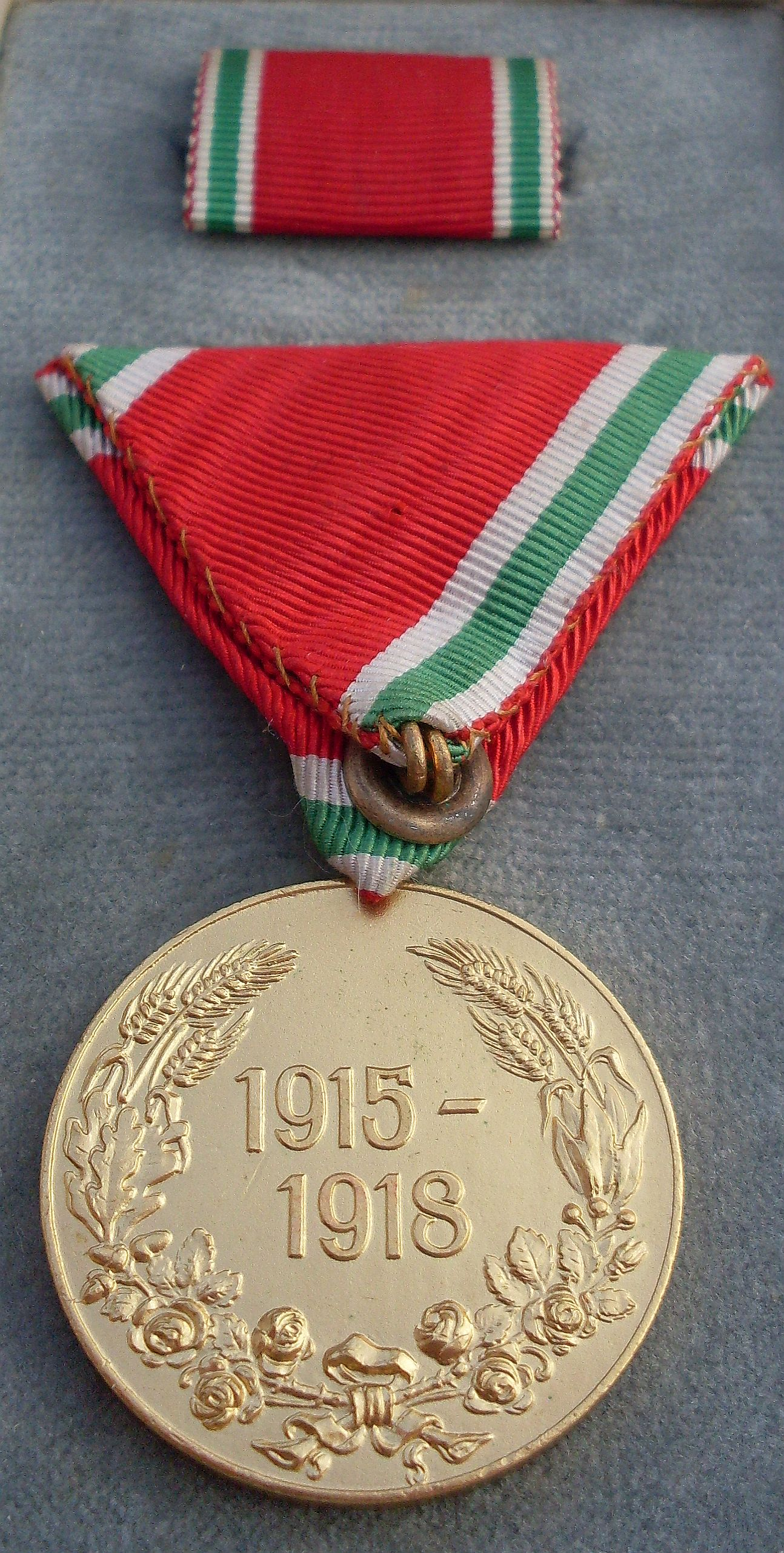
Revers der Kriegserinnerungsmedaille 1915/1918 für Kombattanten

In Erinnerung an den Ersten Weltkrieg stiftete der bulgarische Zar Boris III. per Dekret vom 9. Dezember 1933 die Kriegserinnerungsmedaille 1915/1918. Die Auszeichnung konnte an noch lebende Kombattanten, Nichtkombattanten sowie an Hinterbliebene verliehen werden. Ebenso war eine Verleihung an Angehörige verbündeter Streitkräfte möglich, die in diesen Jahren an der Seite Bulgariens gekämpft hatten.

## Aussehen
Die feuervergoldete runde Medaille mit einem Durchmesser von 31 mm und eine Stärke von 3 mm zeigt im Avers mittig das erhaben geprägte Staatswappen Bulgariens, unterlegt von zwei diagonal gekreuzten und nach oben gerichteten Schwertern. Umschlossen wird das Symbol von zwei unten gekreuzten Lorbeer- bzw. Eichenlaubzweigen. Das Revers zeigt dagegen mittig die erhaben geprägte Jahreszahl des Krieges bzw.  1915 - / 1918. Umschlossen werden die Jahreszahlen von zwei unten gekreuzten Zweigen, die zunächst aus Rosenzweigen, dann aus Eichenlaubzweigen bestehen und an ihren Enden in Ähren übergehen.

## Trageweise
Getragen wurde die Kriegserinnerungsmedaille 1915/1918 an der linken oberen Brustseite an einem 39 mm breiten roten Dreiecksband, dessen Saum für Kriegsteilnehmer beidseitig rot-weiß-grünweiß gehalten war. Bei dem Ordensband für Nichtkämpfer war zusätzlich ein senkrechter weißer, für Hinterbliebene ein schwarzer Mittelstreifen eingewebt. Personen weiblichen Geschlechts trugen die Medaille an einem Schleifenband. Im Übrigen war die Kriegserinnerungsmedaille 1912/1913 vor derjenigen des Feldzuges 1915/1918 zu tragen.

## Sonstiges
Das Anrecht auf Verleihung war auf Taten und Verdienste beschränkt, die im Zeitraum vom 1. Oktober 1915 bis 30. November 1919 vollbracht bzw. erworben sein mussten.
Die letzten Verleihungen erfolgten am 31. Dezember 1939. Insgesamt wurden durch die drei beauftragten Hersteller Gebrüder Gloerfeld in Lüdenscheid, Huguénin Fréres et Cie in Le Locle und Otto Schikle in Pforzheim rund 280.000 Medaillen produziert. 30.000 davon wurden für den Balkankrieg und 50.000 für den Ersten Weltkrieg an bulgarische Staatsangehörige verliehen. Knapp 200.000 Auszeichnungen erhielten deutsche Soldaten. Die Kosten für die Ausfertigung eines deutschen Besitzzeugnisses betrugen etwa 200 Lew (ca. 6 Reichsmark) und waren aus eigener Tasche zu begleichen.